# Free Agents (série télévisée américaine)
Pour les articles homonymes, voir Free Agents (série télévisée).
Free Agents est une série télévisée américaine en huit épisodes de 22 minutes, créée par Chris Niel et John Enbom dont 4 épisodes ont été diffusés entre le 14 septembre et le 5 octobre 2011 sur le réseau NBC basée sur la série britannique du même nom. La série a été annulée le 6 octobre 2011, pour manque d'audiences après la diffusion du 4e épisode. Les 4 épisodes inédits ont été mis en ligne sur Hulu en janvier 2012.
Cette série est inédite dans les pays francophones.

## Synopsis
La série suit la vie de deux agents artistiques, un homme récemment divorcé et une femme dont le fiancé est mort, attirés l'un par l’autre.

## Distribution
- Hank Azaria : Alex
- Kathryn Hahn : Helen
- Mo Mandel : Dan
- Natasha Leggero (en) : Emma
- Al Madrigal : Gregg
- Anthony Stewart Head : Stephen
- Joe Lo Truglio : Walter

## Épisodes
1. Titre français inconnu (Pilot)
2. Titre français inconnu (What I Did for Work)
3. Titre français inconnu (Dr. Hu)
4. Titre français inconnu (Rebranding)
5. Titre français inconnu (Nice Guys Finish…At Some Point)
6. Titre français inconnu (Are You There, Helen? It's Me, God)
7. Titre français inconnu (The Kids Are Probably All Right)
8. Titre français inconnu (Sexin' the Raisin)